# Chun Doo-hwan
Chun Doo-hwan (koreanisch 전두환, Aussprache: [tɕʌn du.ɦwɐn], * 18. Januar 1931 in Hapcheon, Provinz Chōsen, Japanisches Kaiserreich, heute Südkorea; † 23. November 2021 in Seoul) war ein südkoreanischer Politiker und vom 1. September 1980 bis zum 24. Februar 1988 Präsident Südkoreas. Er beendete die kurze Amtszeit seines Vorgängers Choi Kyu-ha durch einen Militärputsch und gelangte im Dezember 1979 an die Macht.

## Leben
Chun wurde in Yulgok-myeon, einem Bauerndorf im Kreis Hapcheon, geboren. Er war der vierte Sohn von zehn Kindern. Seine beiden ältesten Brüder starben bei einem Unfall, als er noch ein Kleinkind war.
Nach seinem Schulabschluss 1951 wurde Chun an der Militärakademie Korea (KMA) aufgenommen. Dort schloss er unter den Studenten einige wichtige Freundschaften, die später eine entscheidende Rolle dabei spielten, Chun bei der Übernahme der Kontrolle über das Land zu helfen. Im Februar 1955 schloss er sein Studium mit einem Bachelor of Science ab und wurde zum Leutnant befördert. Später ließ er sich in den USA ausbilden und spezialisierte sich auf Guerillataktiken und psychologische Kriegsführung. 1958 heiratete er Lee Soon-ja, die Tochter des Kommandanten der KMA. Aus der Ehe gingen vier Kinder hervor.
Chun, der damals Hauptmann war, leitete eine Demonstration an der KMA, um seine Unterstützung für den Staatsstreich vom 16. Mai unter der Führung von Park Chung-hee zu zeigen. Chun wurde daraufhin zum Sekretär des Befehlshabers des Obersten Rates für den nationalen Wiederaufbau ernannt und damit direkt Park unterstellt. Chun wurde 1962 rasch zum Major befördert. Als Major war Chun stellvertretender Einsatzleiter für das Hauptquartier des Sonderkommandos für Kriegsführung und arbeitete später wieder für den Obersten Rat für den Wiederaufbau als Leiter für zivile Angelegenheiten. 1963 erhielt Chun eine Stelle als Personaldirektor in der koreanischen Central Intelligence Agency (KCIA). Bis 1969 war er leitender Berater des Stabschefs der Armee.
Im Jahr 1970 wurde Chun im Rang eines Obersts Kommandeur des 29. Regiments der 9. südkoreanischen Infanteriedivision und nahm am Vietnamkrieg teil. Nach seiner Rückkehr nach Korea im Jahr 1971 erhielt er das Kommando über die 1st Special Forces Brigade (Airborne) und wurde später zum Brigadegeneral befördert. 1976 arbeitete er als stellvertretender Leiter des Presidential Security Service und wurde während seiner Zeit dort in den Rang eines Generalmajors befördert. 1978 wurde er Kommandeur der 1. Infanteriedivision. Im Jahr 1979 wurde er schließlich zum Kommandeur des Sicherheitskommandos ernannt.
Im Dezember 1979 erfolgte Chuns Putsch, der ihn zum Präsident Südkoreas machte.
Demonstrationen gegen sein Regime im Mai 1980 in Gwangju (siehe Gwangju-Aufstand) ließ Chun blutig niederschlagen. Der Vorfall ist heute auch als „Gwangju-Massaker“ bekannt. Wegen Drucks aus der Bevölkerung wurde in der unter ihm verabschiedeten Verfassung festgelegt, dass die Legislaturperiode des Präsidenten auf sieben Jahre beschränkt und eine Wiederwahl nicht möglich ist. Park Chung-hee hatte 1972 die Yushin-Verfassung eingeführt, welche die Amtszeit des Präsidenten nicht einschränkte und ihm eine Ein-Mann-Diktatur ermöglicht hatte. Nach wie vor wurde der Präsident jedoch – wie schon in der Yushin-Verfassung – durch 2500 angeblich überparteiliche Delegierte gewählt.
Am 9. Oktober 1983 überlebte Chun einen Bombenanschlag auf eine südkoreanische Regierungsdelegation in Rangun (Birma), bei dem 17 Regierungsmitglieder (vier davon Minister, u. a. der Außenminister) getötet und 15 weitere verletzt wurden. Als Urheber des Anschlags wurde Nordkorea vermutet, ohne dass dies bisher bewiesen werden konnte.
Das Ende seiner Amtszeit wurde vom Juni-Kampf 1987 überschattet. Chun hatte in Vorbereitung auf die Olympischen Spiele 1988, die sein designierter Nachfolger, der langjährige Weggefährte und Freund Roh Tae-woo in Südkorea abhalten sollte, eine weitere Verfassungsänderung verzögert. So sollte Roh für seine siebenjährige Amtszeit von einem Regierungsgremium gewählt werden. Aufgrund der Proteste, die den ganzen Juni andauerten, entschied sich das diktatorische Regime schließlich doch für demokratische Reformen – und Roh wurde überraschenderweise gewählt.
1996 wurde Chun Doo-hwan unter seinem späteren Nachfolger Kim Young-sam zunächst zum Tode verurteilt, die Strafe dann aber im Berufungsverfahren in eine lebenslange Freiheitsstrafe umgewandelt. Im Dezember 1997 wurde er begnadigt.
In den 2000er Jahren wurde festgestellt, dass seine vier Kinder und andere Verwandte große Grundstücke in Seoul und luxuriöse Villen in den Vereinigten Staaten besitzen.